# Liberia en los Juegos Olímpicos de París 2024
Liberia estuvo representada en los Juegos Olímpicos de París 2024 por ocho deportistas, cinco hombres y tres mujeres, que compitieron en atletismo.
Los portadores de la bandera en la ceremonia de apertura fueron los atletas Emmanuel Matadi y Thelma Davies. El equipo olímpico liberiano no obtuvo ninguna medalla en estos Juegos.